# Statele Unite ale Europei

Uniunea Europeană, machet al Statelor Unite ale Europei

Statele Unite ale Europei (abreviat uneori S.U.E. sau SUE) (în engleză United States of Europe, abreviat U.S.E. sau USE, franceză États-Unis d'Europe) este un nume dat mai multor scenarii similare ipotetice de unificare a Europei, ca o singură națiune europeană și ca o singură federație de state, similar cu Statele Unite ale Americii. Proiecte de formare a Statelor Unite ale Europei aparțin atât scriitorilor de ficțiune speculativă și science-fiction, dar și oamenilor de știință politică, politicieni, geografi, istorici, și futurologi.

## Istoric
Statele Unite ale Europei a fost un termen folosit de către Victor Hugo pe 21 august 1849, la Congresul Internațional al Păcii de la Paris. De asemenea, este titlul unei reviste dedicate păcii care a apărut în anul 1867.